# Miločaj
Miločaj (izvirno srbsko Милочај) je naselje v Srbiji, ki upravno spada pod Občino Kraljevo; slednja pa je del Raškega upravnega okraja.

## Demografija
V naselju živi 873 polnoletnih prebivalcev, pri čemer je njihova povprečna starost 42,9 let (42,5 pri moških in 43,3 pri ženskah). Naselje ima 296 gospodinjstev, pri čemer je povprečno število članov na gospodinjstvo 3,67.
To naselje je, glede na rezultate popisa iz leta 2002, večinoma srbsko, a v času zadnjih treh popisov je opazno zmanjšanje števila prebivalcev.
|  |

| Demografija | Demografija     | Demografija     |
| Leto        | Št. prebivalcev | Št. prebivalcev |
| ----------- | --------------- | --------------- |
|             |                 |                 |
|             |                 |                 |
|             |                 |                 |
|             |                 |                 |
| 1948        | 1298            |                 |
| 1953        | 1333            |                 |
| 1961        | 1228            |                 |
| 1971        | 1191            |                 |
| 1981        | 1147            |                 |
| 1991        | 1124            | 1106            |
| 2002        | 1088            | 1085            |
|             |                 |                 |

| Etnična sestava po popisu iz leta 2002 | Etnična sestava po popisu iz leta 2002 | Etnična sestava po popisu iz leta 2002 | Etnična sestava po popisu iz leta 2002 | Etnična sestava po popisu iz leta 2002 |
| -------------------------------------- | -------------------------------------- | -------------------------------------- | -------------------------------------- | -------------------------------------- |
| Srbi                                   | Srbi                                   |                                        | 1.073                                  | 98,89%                                 |
| Črnogorci                              | Črnogorci                              |                                        | 3                                      | 0,27%                                  |
| Hrvati                                 | Hrvati                                 |                                        | 2                                      | 0,18%                                  |
| Bolgari                                | Bolgari                                |                                        | 1                                      | 0,09%                                  |
| Neznano                                | Neznano                                |                                        | 6                                      | 0,55%                                  |